# Canace
Genre
Canace est un genre d'insectes diptères brachycères de la famille des Canacidae.

## Liste d'espèces
Selon Catalogue of Life (1 mai 2019) :
- Canace actites Mathis, 1982
- Canace nasica (Haliday, 1839)
- Canace rossi Canzoneri, 1982
- Canace rossii Canzoneri, 1982
- Canace salonitana Strobl, 1900
- Canace zvuv Mathis & Freidberg, 1991